# 楽間
楽 間（がく かん、生没年未詳）は、燕の武将楽毅の子。楽毅が趙へ亡命した後に、恵王によって昌国君の爵位を継いだ。
以降も恵王、武成王、孝王と3代の王に重用されたが、趙が秦に長平の戦いで惨敗した際に、燕の宰相栗腹は、孝王の子姞喜に対して趙への遠征を勧めたが、楽間は喜に「周りを敵国に囲まれている趙は兵だけでなく民も戦争に習熟しているので侮れない」として反対した。しかし、喜は趙に遠征したが趙将廉頗と一族の楽乗率いる趙軍に敗れ、栗腹は囚われた後に処刑された。この敗戦を受け、楽間は楽乗を頼って趙に亡命した。そのまま、楽間は楽乗とともに趙にとどまり、武襄君に封じられた。
その後、楽間は廉頗とともに燕を討伐して、その都を包囲した。これに苦慮した燕は莫大な贈り物を携えて、和議は成立した。楽間と廉頗は、そのまま引き返した。
しかし、孝成王が逝去して、太子が後を継いだ（悼襄王）。悼襄王は廉頗のかわりに、楽間を要職に就けた。これに不快感を示した廉頗は楽間を討伐して、楽間は敗走した。後に、廉頗も魏へ亡命した。